# Strikeforce Challengers: Bowling vs. Voelker II
Strikeforce Challengers: Bowling vs. Voelker II foi um evento de artes marciais mistas promovido pelo Strikeforce. O décimo primeiro episódio do Challengers ocorreu em 22 de outubro de 2010, no Save Mart Center em Fresno, California. O evento teve audiência de cerca de 178,000 telespectadores, com picos de 260,000 na Showtime.